# Āqā Mīr Aḩmad
Āqā Mīr Aḩmad (persiska: آقا میر احمد) är en ort i Iran.   Den ligger i provinsen Bushehr, i den centrala delen av landet, 700 km söder om huvudstaden Teheran. Āqā Mīr Aḩmad ligger 978 meter över havet och antalet invånare är 142.
Terrängen runt Āqā Mīr Aḩmad är huvudsakligen kuperad, men västerut är den platt. Runt Āqā Mīr Aḩmad är det ganska glesbefolkat, med 43 invånare per kvadratkilometer. Närmaste större samhälle är Tang-e Eram, 12,4 km väster om Āqā Mīr Aḩmad. Omgivningarna runt Āqā Mīr Aḩmad är i huvudsak ett öppet busklandskap.